# Tiro en la cabeza
Tiro en la cabeza es una película española del director Jaime Rosales.

## Argumento
Basada en el asesinato de los dos guardias civiles a manos de tres terroristas etarras en la localidad francesa de Capbreton.

## Comentarios
Rodada en San Sebastián y estrenada en el Festival de cine de la ciudad en 2008. Su estreno en el festival se produjo el 23 de setiembre de 2008, el día después del asesinato de otro guardia civil en Santoña (Cantabria).